# Marsha Ambrosius
Marsha Ambrosius (Liverpool, 1977. augusztus 8. –) angol R&B- és popénekesnő, dalszerző. Zenei karrierjét a Floetry együttes tagjaként kezdte. Kilencszer jelölték Grammy-díjra. Testvére, Marvin Ambrosius, televíziós műsorvezető az Egyesült Királyságban.

## Pályakép
Marsha Ambrose-t a Floetry R&B zenekar tagjaként vált ismertté. Három nagyon sikeres amerikai album után a Floetry feloszlott, és Ambrosius szólókarrierbe kezdett. Az ftermath kiadóhoz szerződött, de nem jelent meg lemeze, ezért 2009-ben otthagyta őket.
Az énekesnő több előadóval dolgozott, pl.: Alicia Keys, aztán a FJ Recordshoz szerződött.
Első önálló kislemeze, a Hope She Cheats on You 2010 végén jelent meg, és az amerikai slágerlistákra került. A Late Nights & Early Mornings című debütáló albuma 2011 februárjában jelent meg, és a Billboard 200 második helyén volt.
Ambrosius dalszerzőként mások számára is sikerrel dolgozik. Többek között társszerzője volt Michael Jackson Butterflies című dalának is.

## Albumok
- 2010: Late Nights & Early Mornings
- 2014: Friends & Lovers

### Kislemezek
- 2010: Hope She Cheats on You (és a Basketball Player)
- 2010: Far Away
- 2011: Late Nights & Early Mornings
- 2012: Cold War
- 2012: Alone Together (és Daley)
- 2013: Without You (és Ne-Yo)
- 2014: Run
- 2018: Real Big

## Filmek
- Grammy-díj jelölések